# El Lencero Airport
El Lencero Airport är en flygplats i Mexiko.   Den ligger i kommunen Emiliano Zapata och delstaten Veracruz, i den sydöstra delen av landet, 240 km öster om huvudstaden Mexico City. El Lencero Airport ligger 953 meter över havet.
Terrängen runt El Lencero Airport är huvudsakligen kuperad, men den allra närmaste omgivningen är platt. Runt El Lencero Airport är det ganska tätbefolkat, med 120 invånare per kvadratkilometer. Närmaste större samhälle är Xalapa, 13,9 km nordväst om El Lencero Airport. Omgivningarna runt El Lencero Airport är en mosaik av jordbruksmark och naturlig växtlighet.